# EVE ONLINE

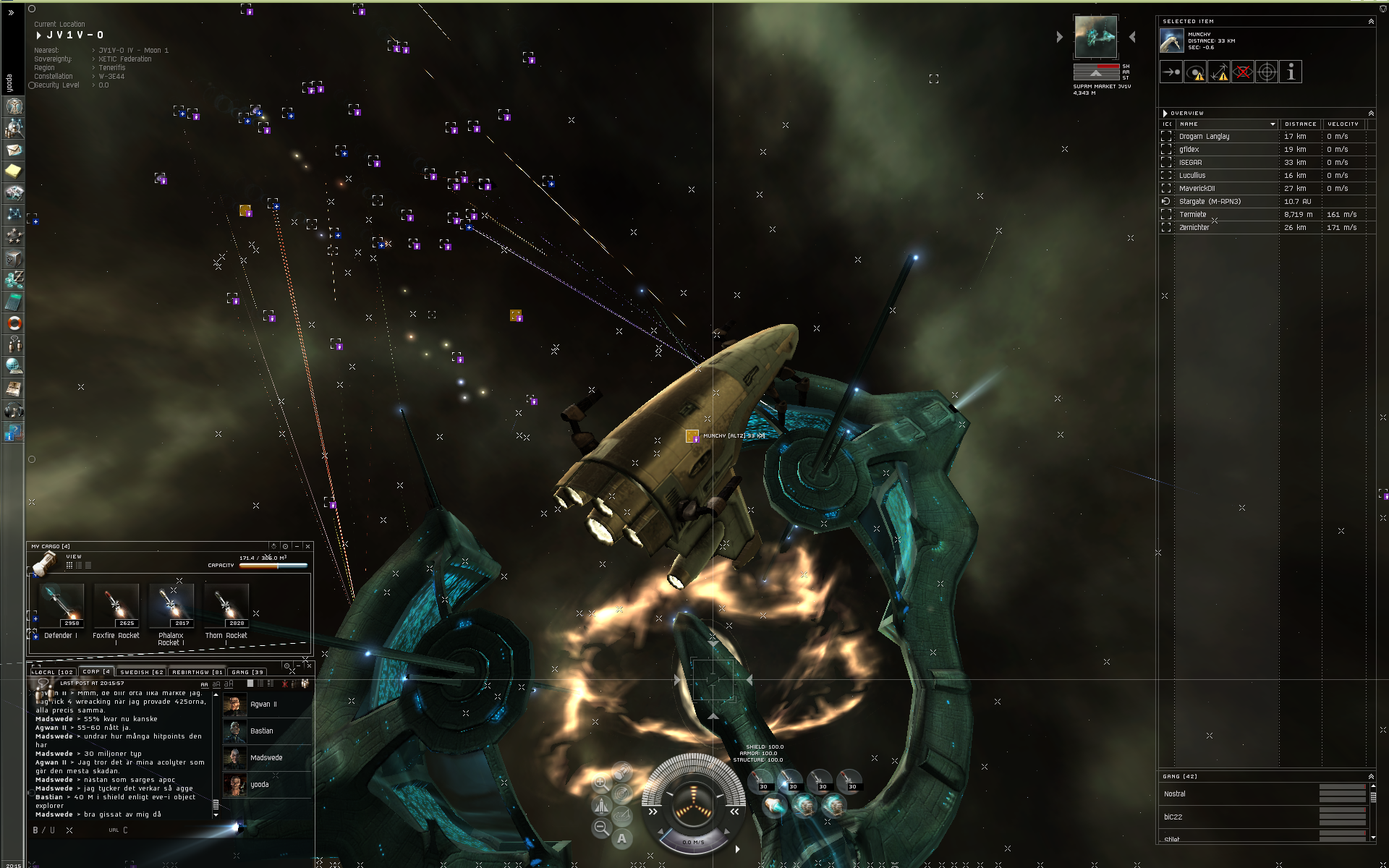
Eve Onlineでの戦闘

『EVE Online』（イブ オンライン）は、アイスランドのCCP Gamesが発売している宇宙を舞台としたMMORPGである。

## 概要
同時接続者数6万人以上を実現する単一のユニバース（サーバ）で構成され、アメリカ、EU、ロシアを中心に世界200以上の国や地域のプレイヤーがプレイするEVE ONLINEのゲーム画面からは「硬派で本格的なSFゲーム」といった印象を受けるが、実際はかなりの幅広い層をターゲットにしているため、自由度は非常に高い。
5,000以上の星系からなる同一の宇宙で、各種の宇宙船を乗り回して戦闘、生産、採掘、商売、領有権争いなどの多様な“生活”をするプレイヤーは、単独で行動することも、プレイヤー同士が取引やプレイヤーコープを通して会社 (Corp) を興して仲間を集め、1000人以上の規模の同盟(Alliance)を組むこともできる。対人戦は、セキュリティのレベルをリング状に配することによって、避けたい人から対人主体の人までシームレスに、かつ、お互いを無視できない関係に保ちつつ共存させている。
これらを成立させるためにチュートリアルなどはリファインされつづけ、大量のデータを捌く便利なインターフェースが特徴の社外ツールやWebアプリによるサポートが充実している。
一方、EVE ONLINEはソロプレイや集団プレイという多くのMMORPGでは相容れがたい両者を共存させるため、ゲーム世界に便利すぎるものを持ち込ませず、インフレを前提にしないクレバーで細かく作りこんでいる。

## 特徴

### 戦闘
反射神経の要求を下げる一方、対NPC戦、対人戦、攻城戦、領有権争いなどでは周到な準備が功を奏する宇宙戦艦を落としあい、宇宙ステーションを破壊する。
単独戦闘から10人程度での戦闘も楽しめる対NPC戦はミッションの討伐を基本とする。また、サイト攻略、大規模侵略など、大規模戦闘のコンテンツも追加されてきている。
Corp同士や無差別攻撃などを行う対人戦では星系中心の四大帝国の争いに参加することでより手軽に楽しむこともできる。艦船を拿捕して身代金を要求する海賊行為や、無法地帯で領有権を争う1000人規模の中規模艦隊戦なども行われている。

### 商売
システム（運営やサーバなど）による干渉が最小の自由経済。投機やデイトレード、転売や貿易や運搬業、廃品回収といったマーケットの複雑なサプライチェーンでプレイヤー主体となって自由に役割を担う。本物の経済学者による分析・四半期レポートが発行されている。

### 採掘
宇宙に無数に散らばる小惑星から採掘船を用いてEVE経済において欠かせない鉱石を採掘・精製・売買する。特定物資は特定の場所でしか採れず、無法地帯では儲けが大きいなど、艦隊で行う採掘にもスタイルがある。

### 生産
EVE経済の変動に振り回される複雑なサプライチェーン。弾薬、艦船、巨大戦艦、高級品作成のためのステーション構築、また、特定の船を作成するには危険な領域に行かねばならないなど、奥の深いものになっている。

### 無法地帯
アウターリングでは、数100〜数1000人規模のアライアンスが領有権を争い、そこでは、プレイヤー経営の基地建築や星系を豊かにするなど、一人ではできないコンテンツもある。

### グラフィック
驚異的なグラフィックというのも、このゲームの大きな魅力の一つである。公式サイトで公開されているムービーは、そのほぼ全てがゲーム内の画像によって構成されている。各種宇宙船のデザインも細部まで非常に作りこまれており、またグラフィックやサウンドなどに関するゲーム設定が豊富に用意されているため、高性能パソコンから一般的なゲームパソコンまで様々な環境でプレイできるようになっている。

### コンテンツ追加
ゲームリリースよりこれまでの間、年に2回のペースでゲームの大型拡張が実装されてきているが、拡張に伴う追加料金などは発生せず、月額プレイ料金のみでゲームを楽しむことが可能である。また、2011年からはひとつの拡張パックにおいて、より長期的で頻繁なコンテンツの追加、アップデートが行われるようになっている。
また、クライアントの大幅な作りかえなども何度か行われており、グラフィックやアバターシステムなど根本的なところにも手が入っている。

### サーバ
現在(2011/6時点)EVE ONLINEのサーバは2つ(Tranquility,Serenity)が稼動中で、そのうちの「Tranquility」ではピーク6万人以上のユーザーが同時接続し、その一人一人が広大な宇宙のあちこちで活動する、単一サーバーとしては世界最大規模のゲームサーバーとなっている。「Serenity」は中国マーケット向けの専用サーバである。またこの他に、必要に応じて稼動するテスト用サーバの「Singularity」、「Duality」もある。

### システム
3D画面に人は出てこないが、顔写真で個性が主張できる。航行中は船がアバターとなる。船の操船は、オートパイロットがあったり射撃も自動で行われるため、反射神経は重要ではない。しかし、戦闘の進行は秒単位で行われるため、素早い決断能力が勝敗を決める。戦闘で沈んだ場合、船やモジュールは失われ、経済的損失があるため緊張感がある。(船に対しては保険制度も存在する)
4大帝国ごとに船の特徴が決まっており、決定的な優劣はない。また、船はモジュール構成とスキルによって性能が決まるため、カスタム出来る範囲が広い。船の性能は大型艦が小型艦の上位互換であると言ったような直線的なものではなく、特定の専門分野に秀でたTech2船などもあり、小型船でも戦術次第で大型艦を撃破することが可能である。スキル以外に艦船の選択に対する制限がないことから、戦術的な自由度はかなり高い。
船の役割としては、火力担当、回復担当、ジャミング担当、捕獲担当、偵察担当、艦隊能力強化担当、高機動船、空母、運搬船、堀船などがあり、スキルやモジュールによって極めることもバランスを取って兼任することも出来る。このため、ソロ/艦隊、または、対NPC/対人ともに楽しめる。
Corpシステムは、様々な役割を分担することが可能で、会社口座や会社倉庫、株式なども組み込まれており、アライアンスや敵味方の指定なども出来るため、しっかりしたマネージメントを行うことも可能である。Corpのマネージメントに対する報酬としてゲーム内の給与を受け取っている者もいる。
また、プレイヤーによるステーションの建設 / 運営も可能となっている。
経済は、NPC販売によるアイテムの供給が極小化されており、多くのアイテムはプレイヤーの生産やNPCのドロップによって供給される。
マーケットの多くがプレイヤーの取引のみで成立しているため、価格の変動がダイナミックであり、各段階で儲けが分配され、プレイヤーが創意工夫することで様々なスタイルの商売が可能となっている。
このゲームに経験値は存在しない。
取得したいスキルを指定しておくと時間の経過に応じてスキルポイント(SP)が付加され、一定量のSPが蓄積されることでスキル取得となる。
それぞれのスキルにはスキルレベルが5段階あり、スキルの効果はスキルレベルに比例することがほとんどだが、取得に必要なスキルポイントはレベルが進むにつれ飛躍的に増大するため、プレイ期間とキャラクターの能力は単純な比例関係にあるわけではない。分野を絞ったスキルの習得を行えば、半年ほどで、その分野においてはプレイ歴数年のプレイヤーに対抗しうるレベルの能力まで到達することも可能である。
取得制限は下位スキルを習得する事のみでトレードオフは無いが、300以上ある全てのスキルを最大まであげるには数十年の期間が必要となるために完全な万能キャラクターの作成は事実上不可能である。
ログオフ中にもスキルポイントの蓄積は行われるため、自分のペースでプレイしやすいとの評価もある。

### RMT (リアルマネートレード)
RMTは禁止で大規模なアカウント削除も行われている。その際、大きく物価が変動するなど変化も見られた模様。
逆に、PLEXというプレイ権をゲーム内で流通する仕組みがあり、CCP自体がRMTを行っているとも言える。
PLEXを買ってゲーム内通貨に換金することもできるし、ゲーム内で稼ぎの良いプレイヤーは無料でプレイし続けることも可能である。
ただし、ISKの代わりにPLEXを売るという業者も出てきているので、これでRMTがなくなったわけではない。

### 日本語版
日本語版（言語切り替え機能での日本語対応）は2012年3月29日にリリースされた。日本語版では、メニューやアイテム名、NPCとの会話など多くが日本語化された。
日本語版リリース以前から日本語でのチャットについては対応されていた。当初から何度か日本語化が試みられたが、プレイに支障の出るところを翻訳したり、単語の直訳をして誤訳になっているなど実際のゲームプレイを想定しない中途半端なもので、テストの段階で立ち消えになっていた。
CCPは2009年に一度日本語化を断念したと発表していたが、2011年にNEXONとのパートナーシップ契約を結び、この結果日本語版リリースへと至った。
日本語版リリース後は、日本人コミュニティも発達し、PvPやユーザー領への進出などCorpやアライアンス単位でも行われている。ただし、日本語版においては、固有名詞についても日本語化されている場合、他国語版と固有名詞が一致しないことがある。
課金周りについても日本語化がされ、NEXON経由での課金が行われた。
2017年3月31日をもってNEXONとの契約を終了、今後リリースされる内容の日本語化は行われなくなることが発表されたが、2020年9月25日、CCPは日本語版を再開することを決定し、同年冬に配信される見込み。